# Bibai
Bibai (Japans: 美唄市, Bibai-shi) is een Japanse stad in de prefectuur Hokkaido. In 2014 telde de stad 24.085 inwoners. Nabij deze plaats liggen de kolenmijnen van Bibai.

## Geschiedenis
Op 1 april 1950 werd Bibai benoemd tot stad (shi). 
Subprefecturen:
Hidaka · Hiyama · Iburi · Ishikari · Kamikawa · Kushiro · Nemuro · Okhotsk · Oshima · Rumoi · Shiribeshi · Sorachi · Soya · Tokachi

Steden:
Abashiri · Akabira · Asahikawa · Ashibetsu · Bibai · Chitose · Date · Ebetsu · Eniwa · Fukagawa · Furano · Hakodate · Hokuto · Ishikari · Iwamizawa · Kitahiroshima · Kitami · Kushiro · Mikasa · Monbetsu · Muroran · Nayoro · Nemuro · Noboribetsu · Obihiro · Otaru · Rumoi · Sapporo (hoofdstad) · Shibetsu · Sunagawa · Takikawa · Tomakomai · Utashinai · Wakkanai · Yubari